# Front d'Alliberament Oromo Abo
El Front d'Alliberament Oromo Abo/Oromo Abbo Liberation Front OALF és un partit polític d'Etiòpia d'àmbit regional i ètnic oromo (tot i que abans s'havia considerat somali).
El 1991, desaparegut l'estat de Somàlia, el Front d'Alliberament Somali Abo es va reafiliar com oromo, i va esdevenir el Front d'Alliberament Oromo Abo (o d'Oròmia Abo) l'abril de 1992, sota direcció de Sheik Adem Ibrahim Yitsehak i després de Mohammed Suraj, reclamant tot seguit un estatus específic pels oromo abo (de Bale) dins l'emergent regió d'Oròmia. Va obtenir un escó dins el consell de Transició (el Parlament provisional de 1991 a 1995). El 1995 es va dividir en dos parts, el Front d'Alliberament Somali Abo, que reclama la incorporació de les terres dels oromo o somali abo a la regió Somali d'Etiòpia, i el Front d'Alliberament d'Oròmia Abo sota Hussein Abdella que es considerava oromo tot i que seguia reclamant un estatus especial dins Oròmia. El seu líder era Haji Isahaaq. Es va acostar al govern i actualment està en l'òrbita de l'Organització Popular Democràtica Oromo (OPDO) que governa la regió i està afiliada al Front Democràtic Revolucionari Popular Etíop (ERPDF).